# Castello Ducezio
Il castello Ducezio è una fortificazione sita nel comune di Mineo in Sicilia.

## Storia

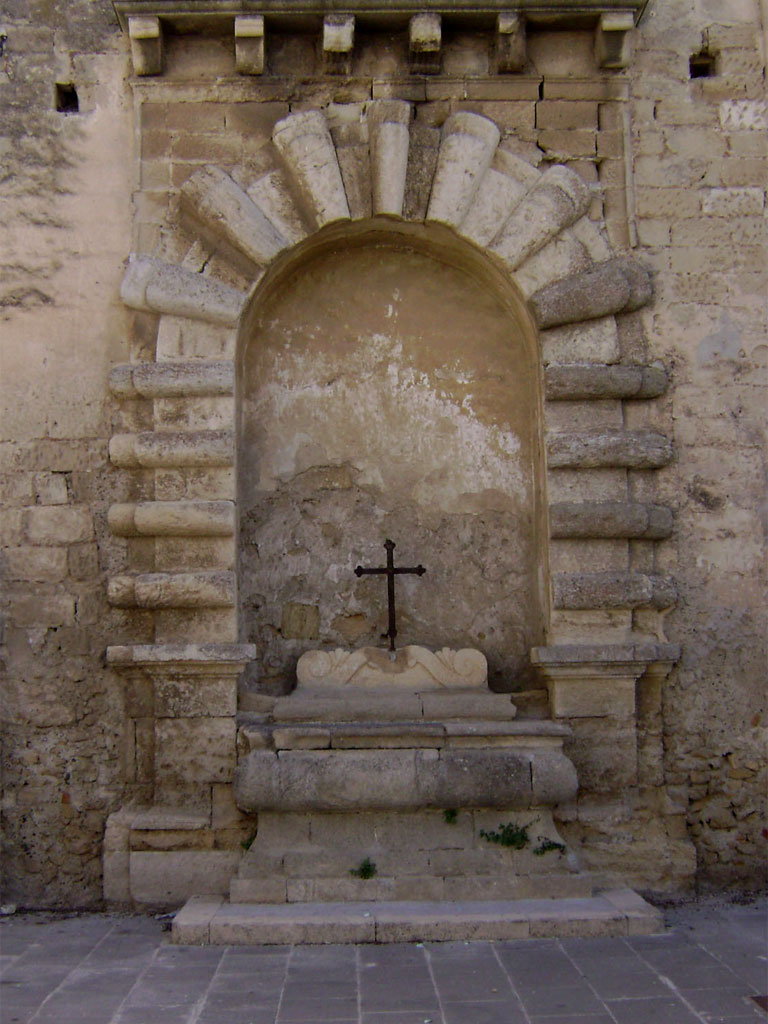
Porta del Castello

«Il castello sorge nella parte più alta del colle su cui giace l'abitato di Mineo, affacciato sulla vallata: la vista spazia dall'Etna agli Iblei ai Nebrodi ed agli Erei. [...] la tradizione locale attribuisce la costruzione del castello a Ducezio: in realtà siamo in presenza di un sito pluristratificato, in cui è dimostrata l'esistenza di un abitato fortificato almeno sin dal VI secolo a C. Le descrizioni del castello medievale pervenuteci (Amico 1855-56, II, p. 129) lo dicono munito di ben dodici torri e di un mastio di pianta ottagonale, costruito con blocchi squadrati ed intagliati. Ciò che resta consente di ubicare il mastio ed alcuni perimetri di ambienti circostanti; dal mastio si diparte il rudere di parte delle mura sul quale si innestò la devastante vasca del serbatoio idrico. [...] Una porta del castello ad intagli e bugne fu ricomposta nelle strutture dell'Oratorio della Confraternita del SS. Sacramento, annessa alla chiesa di Santa Maria Maggiore.»
Il Castello esisteva già nel 1360 quando vi si celebrarono le nozze tra Costanza e Federico III d'Aragona detto Il semplice. Il terremoto del 1693 lo distrusse quasi completamente. Rimangono solo ruderi: parte delle antiche mura e metà della torre maestra.
Nel 1448 Alfonso V d'Aragona, per compensare i servigi resi al fratello don Giovanni II d'Aragona, concesse la signoria sul castello a Pietro Barilla, uomo appartenente all'antica e nobile famiglia di Reggio Calabria.